# Metagonia hitoy
Metagonia hitoy is een spinnensoort uit de familie trilspinnen (Pholcidae). De soort komt voor in Costa Rica.